# جورج هيرمان كوينكه
جورج هيرمان كوينكه (بالألمانية: Georg Hermann Quincke)‏ (و. 1834 – 1924 م) هو فيزيائي، وكيميائي، وأستاذ جامعي من ألمانيا . ولد في فرانكفورت (أودر). وكان عضواً في الجمعية الملكية، والأكاديمية البروسية للعلوم .
توفي في هايدلبرغ، عن عمر يناهز 90 عاماً.

## التعليم
تعلم في جامعة هومبولت في برلين، وجامعة كونيغسبرغ

## مناصب وهيئات
أدار جامعة فورتسبورغ، وجامعة هايدلبرغ، وجامعة هومبولت في برلين.